# Duitsland op de Olympische Winterspelen 2006
De Duitse Olympische Ploeg is de afvaardiging van Duitse sporters die het Duits Olympisch Comité uitzendt naar de Olympische Spelen.

## Olympische PloegOlympische Winterspelen 2006inTurijn
Voor de Winterspelen in Turijn hebben de volgende Duitse sporters zich gekwalificeerd.

### Biatlon

#### mannen
- Andreas Birnbacher
- Sven Fischer ()
- Michael Greis ()
- Ricco Groß
- Michael Rösch
- Alexander Wolf

#### vrouwen
- Katrin Apel
- Simone Denkinger
- Uschi Disl
- Martina Glagow ()
- Andrea Henkel
- Kati Wilhelm (vlaggendraagster)

### Bobsleeën

#### mannen
- André Lange / René Hoppe / Kevin Kuske / Martin Putze
- René Spies / Christoph Heyder / Alexander Metzger / Enrico Kühn
- Matthias Höpfner / Marc Kühne
- André Lange / Kevin Kuske

#### vrouwen
- Susi Erdmann / Nicole Herschmann
- Sandra Kiriasis / Anja Schneiderheinze
- Berit Wiacker (reserve)

### Curling
- Oliver Axnick
- Holger Höhne
- Andreas Kapp
- Uli Kapp
- Andreas Kempf

### Kunstrijden
- Eva-Maria Fitze / Rico Rex
paarrijden, 15e
- Aliona Savchenko / Robin Szolkowy
paarrijden, 6e
- Stefan Lindemann

### IJshockey

#### mannen
- Alexander Barta
- Tino Boos
- Florian Busch
- Sven Felski
- Peter Fical
- Sebastian Furchner
- Sascha Goc
- Thomas Greiss
- Klaus Kathan
- Olaf Kölzig
- Daniel Kreutzer
- Robert Leask
- Eduard Lewandowski
- Tomas Martinec
- Robert Müller
- Stefan Schauer
- Christoph Schubert
- Alexander Sulzer
- Andreas Renz
- Stefan Ustorf
- Christian Ehrhoff
- Marcel Goc
- Dennis Seidenberg

#### vrouwen
- Maritta Becker
- Franziska Busch
- Bettina Evers
- Susanne Fellner
- Stefanie Frühwirt
- Susann Götz
- Claudia Grundmann
- Jennifer Harß
- Nikola Holmes
- Sabrina Kruck
- Andrea Lanzl
- Michaela Lanzl
- Christina Oswald
- Nina Ritter
- Anja Scheytt
- Sara Seiler
- Denise Soesilo
- Jennifer Tamas
- Stephanie Wartosch-Kürten
- Raffaela Wolf

### Schaatsen

#### mannen
- Jens Boden
- Christian Breuer
- Jörg Dallmann
- Stefan Heythausen
- Robert Lehmann
- Tobias Schneider

#### vrouwen
- Daniela Anschütz-Thoms
- Anni Friesinger
- Judith Hesse
- Lucille Opitz
- Claudia Pechstein
- Sabine Völker
- Jenny Wolf
- Pamela Zoellner

### Rodelen

#### mannen
- Jan Eichhorn
- Georg Hackl
- David Möller
- André Florschütz / Torsten Wustlich
- Patric Leitner / Alexander Resch

#### vrouwen
- Tatjana Hüfner ()
- Silke Kraushaar ()
- Sylke Otto ()

### Shorttrack

#### mannen
- Thomas Bauer
- André Hartwig
- Tyson Heung
- Arian Nachbar
- Sebastian Praus

#### vrouwen
- Tina Grassow
- Aika Klein
- Yvonne Kunze
- Christin Priebst
- Susanne Rudolph

### Skeleton

#### mannen
- Sebastian Haupt
- Frank Rommel

#### vrouwen
- Anja Huber
- Diana Sartor

### Alpineskiën

#### mannen
- Felix Neureuther
- Alois Vogl

#### vrouwen
- Monika Bergmann-Schmuderer
- Anja Blieninger
- Martina Ertl-Renz
- Annemarie Gerg
- Petra Haltmayr
- Isabelle Huber

### Freestyleskiën

#### mannen
- Gerhard Blöchl
- Christoph Stark

### Langlaufen

#### mannen
- Tobias Angerer
- Jens Filbrich
- Franz Göring
- Andreas Schlütter
- René Sommerfeldt
- Axel Teichmann

#### vrouwen
- Viola Bauer
- Stefanie Böhler
- Nicole Fessel
- Manuela Henkel
- Claudia Künzel
- Evi Sachenbacher-Stehle

### Schansspringen
- Alexander Herr
- Michael Neumayer
- Martin Schmitt
- Georg Späth
- Michael Uhrmann

### Noordse combinatie
- Ronny Ackermann
- Jens Gaiser
- Sebastian Haseney
- Georg Hettich ()
- Björn Kircheisen
- Thorsten Schmitt

### Snowboarden

#### halfpipe
- Xaver Hoffmann
- Jan Michaelis
- Vinzenz Lüps
- Christophe Schmidt

#### snowboard cross
- Michael Layer
- Alexander Kupprion
- David Speiser
- Katharina Himmler
- Anna-Lena Zuck

#### parallel reuzenslalom
- Markus Ebner
- Patrick Bussler
- Amelie Kober

Albanië · Algerije · Amerikaanse Maagdeneilanden · Andorra · Argentinië · Armenië · Australië · Azerbeidzjan · België · Bermuda · Bosnië en Herzegovina · Brazilië · Bulgarije · Canada · Chili · China · Chinees Taipei · Costa Rica · Cyprus · Denemarken · Duitsland · Estland · Ethiopië · Finland · Frankrijk · Georgië · Griekenland · Groot-Brittannië · Hongarije · Hongkong · Ierland · IJsland · India · Iran · Israël · Italië · Japan · Kazachstan · Kenia · Kirgizië · Kroatië · Letland · Libanon · Liechtenstein · Litouwen · Luxemburg · Macedonië · Madagaskar · Moldavië · Monaco · Mongolië · Nederland · Nepal · Nieuw-Zeeland · Noord-Korea · Noorwegen · Oekraïne · Oezbekistan · Oostenrijk · Polen · Portugal · Roemenië · Rusland · San Marino · Senegal · Servië en Montenegro · Slovenië · Slowakije · Spanje · Tadzjikistan · Thailand · Tsjechië · Turkije · Venezuela · Verenigde Staten · Wit-Rusland · Zuid-Afrika · Zuid-Korea · Zweden · Zwitserland